# Happy Hacking Keyboard
Happy Hacking Keyboard（ハッピーハッキングキーボード）は、株式会社PFUより販売されているコンピュータ用キーボード。和田英一が1992年に発表した文「けん盤配列にも大いなる関心を」（NAID 10011806064）がきっかけとなり、個人が終生、コンピュータ本体が変わったとしても入力用として使い続けられるような小型キーボードとして、PFUが1996年に製品化したものである。

## 特徴
テンキーやファンクションキー、矢印キーなど、一般的なPCキーボードに搭載されているキーを極力取り除き、必要最低限のキーのみで構成されているのが大きな特徴。そのためキーボードのサイズはコンパクトだが、キー自体のサイズは一般的なフルキーボードと同じ19.05mmであり、打ち易さなどを犠牲にしていない。ファンクションキーやPage Up/Page Downキー、Print Screenキーなどの特殊キーは、ノートパソコンのようにFnキーとの同時押しによって行う。その他、コントロールキーがAキーの左隣にあるなどキー配置が現代の一般的なキーボードと異なる部分もあるが、これは1980年代のSunワークステーションで使われたSun type3キーボードの配列を踏襲しているためであり、UNIXユーザーやプログラマにとって最も使いやすいキー配置だと和田が考えているからである。なお、付属ソフトでキーマッピングを変更することもできる。
2003年5月出荷のHHKB Professionalから、スイッチにはREALFORCEシリーズと同じく静電容量無接点方式が採用されており、東プレからOEM供給されている。
2017年4月のはてなエンジニアの愛用キーボード調査では37.5パーセントの得票率でMacBook Pro内蔵キーボードと並んで1位に選ばれた。理由として「打鍵感が好き」「指に負担の少ない、深めのキーストローク」「サイズがコンパクトで扱いやすい」などが挙がった。
リチャード・ストールマンが愛用している。ノートPCのキーボードに本キーボードを載せて使っているところは「尊師スタイル」と呼ばれている。Happy Hackingという名称も、ストールマンの「ハッカー仲間で別れる時の挨拶として使った言葉を借用した」ものである。本キーボードの商標を登録しようとした際に、当時まだハッカーという言葉があまりよい意味で使われていなかったこともあり、特許庁から「公序良俗に反する」と拒絶されたため、ストールマンらのことが書かれた書籍『ハッカーズ』を引用して、本来悪い意味は無いと反論して登録された、という話もある。
1996年12月発売の初代Happy Hacking Keyboard（富士通高見澤コンポーネントの製造）ではスイッチ機構として一般的なキーボードと同じメンブレン方式を採用していたが、2003年に販売が開始されたHappy Hacking Keyboard Professional以降の製品（東プレからOEM供給されたキーを用いてPFU本社工場で製造）では静電容量無接点方式が採用されている。さらに、2023年に発売された「HHKB Studio」ではKailh製（Cherry MX互換）のメカニカルスイッチが採用されている。そのため、ハードウェア的にもキータッチ等も全くの別物となっているが、その基本コンセプトに基づくキー配列については公約通りに変化していない。

## 現在のラインアップ
いずれもPFUダイレクト（本店および楽天市場店、Amazon店など）の専売。過去の製品は家電量販店で販売されていた時期もある。

### Happy Hacking Keyboard Professional HYBRID Type-S
BluetoothとUSB Type-Cに対応したフラッグシップモデル。Speed（高速タイピング性）とSilent（静粛性）を兼ね備えた「Type-S」のキー構造を採用。キーのプランジャーに緩衝材を挟むことにより、従来のProfessionalシリーズよりもキー打鍵音が30%低減されたとのこと。キー配列は英語配列と日本語配列がある。カラーは白・墨・雪の3種類で、それぞれキートップにまったく印字が無い無刻印モデル（白・墨は英語配列のみ、雪は日本語配列にも設定）も存在する。販売価格は36,850円(税込)。
3色のうち「雪」は2021年10月にHHKBシリーズ25周年記念モデルとして2500台限定で発売。同モデルは1か月で完売となり、再販の希望が多かったことから2022年10月に定番モデルとして販売を再開した。

### Happy Hacking Keyboard Professional HYBRID
シリーズのコアとなるハイ・スタンダードモデル。BluetoothとUSB Type-C接続の両方に対応し、Type-Sよりも打鍵音が出るが、こちらの方が好きと言う人もいる。Type-Sと同様英語配列と日本語配列、カラーは白と墨の2種類で、無刻印モデル（英語配列のみ）が存在する。販売価格は31,900円(税込)。

### Happy Hacking Keyboard Professional Classic
USB接続 (Type-C) のみに絞ったシンプルなモデル。英語配列のみ販売で、カラーは白と墨の2種類、無刻印モデルが存在する。販売価格は26,950円(税込)。

### HHKB Studio
HHKB本体にマウス機能とジェスチャー機能を統合したモデル。スイッチ機構として静音リニアタイプのメカニカルスイッチを採用。キーボード中央にポインティング・スティックを搭載。Kailh製のキースイッチはCherry MX互換で、市販のキーキャップと交換してユーザー側で自由にカスタマイズができるが、ポインティングスティック周辺の一部のキーに関しては形状がポインティングスティックと干渉するため、キーキャップを3Dプリンタで出力するための3Dデータは2024年7月12日に公開された。英語配列と日本語配列が存在する。販売価格は44,000円(税込)。

## 過去のラインアップ

### HHKB Professional2

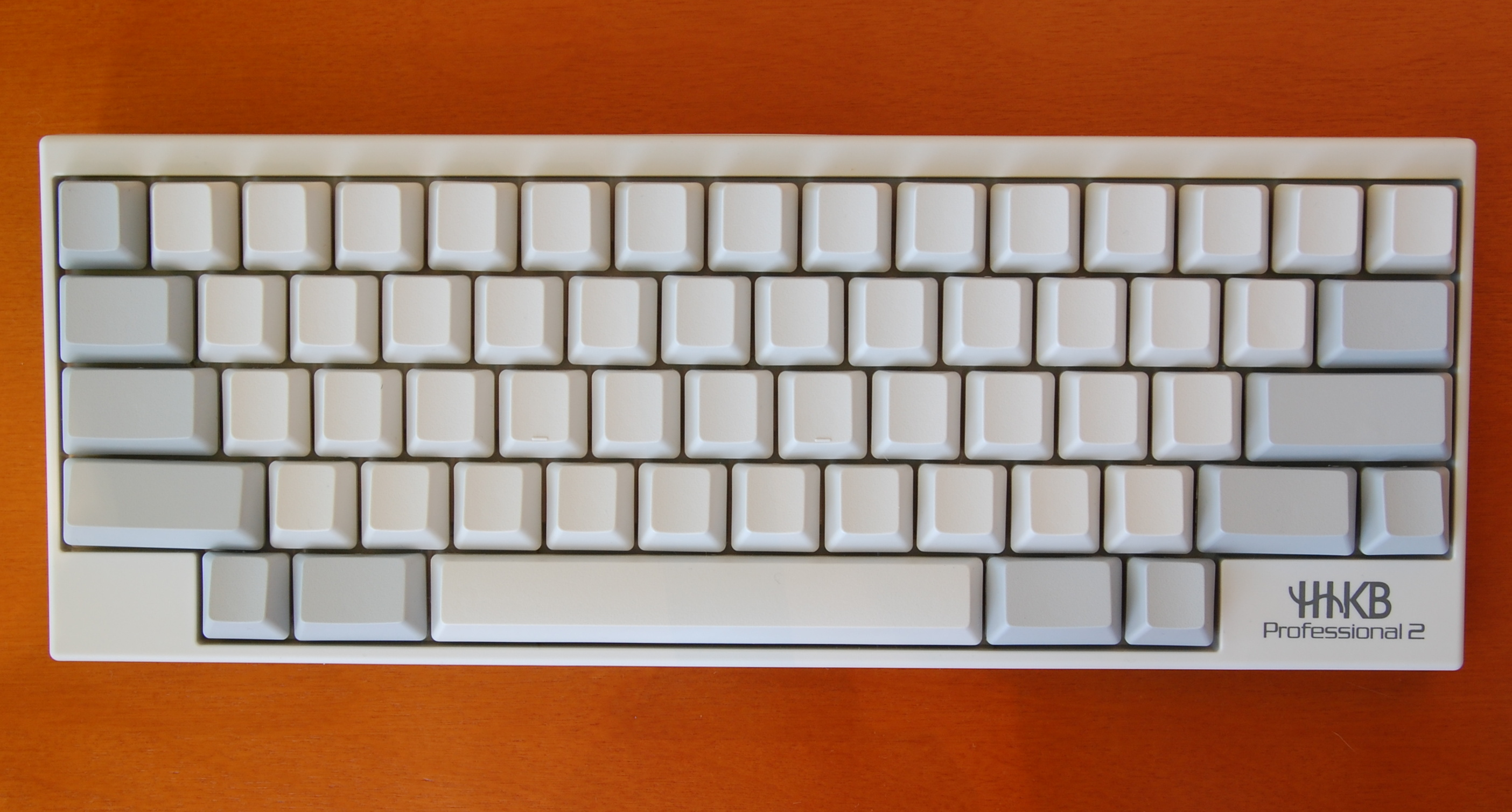
Happy Hacking Keyboard Professional 2 無刻印

英語配列。カラーは白と墨の2種類で、それぞれキートップにまったく印字が無い無刻印モデルも存在する。

### HHKB Professional JP
「HHKB Professional2」の日本語配列バージョン。英語配列では省略されているカーソルキーがキーボードの右下に付いているが、そのためz列のキーが一般的なキーボード配列に比べてそれぞれ左に僅かにずれている。カラーは白と墨で、かな刻印は無い。

### HHKB Professional Type-S
静音モデル。キーストロークが通常タイプの4mmに比べて3.8mmで、通常モデルよりタイピング音が30％軽減されている。英語配列のHHKB Professional2 Type-S（無刻印モデルあり）と日本語配列のHHKB Professional JP Type-Sが存在する。カラーはいずれも白のみ。

### HHKB Professional BT
Bluetooth対応モデル。単三電池2個で稼働。英語配列（無刻印モデルあり）と日本語配列があり、カラーは墨と白の２色。

### HHKB Lite2

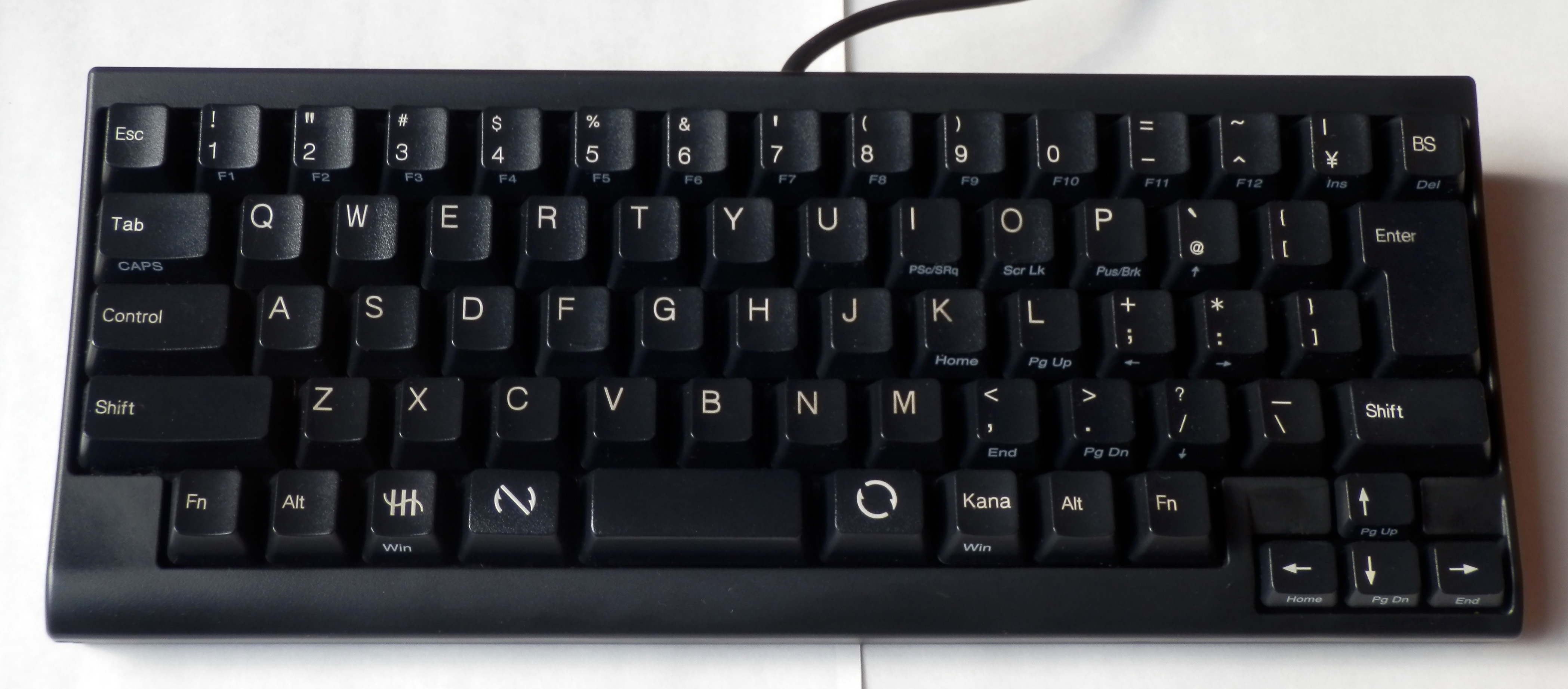
Happy Hacking Keyboard Lite 2 日本語版

メンブレンスイッチ仕様の廉価モデルで、英語配列モデルにもカーソルキーが付いているなど他のモデルとの相違点が多い。英語配列と日本語配列があり、カラーはそれぞれ白と黒の2種類。
Macintosh専用のHHKB Lite2 for Macもある。英語配列と日本語配列があり、色はいずれも白。

### HHKB Professional HG JAPAN
HHKB初代モデルの発売10周年を記念してHHKB Professional HGとともに2006年10月12日に発売されたキーボード。全てのキートップに輪島塗による漆加工がされたオーダーメイド品で、｢世界最高の打感と質感を持った究極のキーボード｣を目指して作られた。販売価格は50万円で、「もっとも高価なコンピューターのキーボード（2006年当時の米ドル換算で$4,240）」としてギネス認定を受けた。

## 製品仕様

### 現行機種
2019年12月10日発売のProfessional 3機種は、HYBRIDおよびClassicは白・墨の2色展開。HYBRID Type-Sは白・墨・雪の3色展開で、高速タイピング性（Speed）と静粛性（Silent）に優れたキー構造を採用。

|                  | Professional HYBRID Type-S                                          | Professional HYBRID                                | Professional Classic                       |
| ---------------- | ------------------------------------------------------------------- | -------------------------------------------------- | ------------------------------------------ |
| キー数           | 60個（英語配列/英語配列無刻印） 69個（日本語配列/日本語配列無刻印） | 60個（英語配列/英語配列無刻印） 69個（日本語配列） | 60個（英語配列/英語配列無刻印）            |
| キー仕様         | 静電容量無接点                                                      | 静電容量無接点                                     | 静電容量無接点                             |
| 押下圧           | 45g                                                                 | 45g                                                | 45g                                        |
| ストローク       | 3.8mm                                                               | 4mm                                                | 4mm                                        |
| キーピッチ       | 19.05mm                                                             | 19.05mm                                            | 19.05mm                                    |
| キーレイアウト   | シリンドリカル・ステップスカルプチャ                                | シリンドリカル・ステップスカルプチャ               | シリンドリカル・ステップスカルプチャ       |
| サイズ (mm)      | 294(W) x 120(D) x 40(H)                                             | 294(W) x 120(D) x 40(H)                            | 294(W) x 120(D) x 40(H)                    |
| 重さ (g)         | 540（電池含まず）                                                   | 540（電池含まず）                                  | 530（ケーブルを除く）                      |
| 電源             | 単3乾電池2本、USB給電                                               | 単3乾電池2本、USB給電                              | -                                          |
| インターフェース | USB Type-C/Bluetooth Ver4.2LE Class2                                | USB Type-C/Bluetooth Ver4.2LE Class2               | USB Type-C（Type-C – Type-A ケーブル付属） |

### 旧製品
現行機種の発売と同日、HHKB Professional BT, Professional Type-S, Professional2の販売終了と、Professional JP, Lite2の在庫品の完売をもって販売終了が発表された。Lite2 for Macはしばらくラインナップに残ったが、こちらも在庫品の完売をもって2020年中に販売終了。
|                | Professional Type-S                  | Professional 2                       | Professional JP                      | Lite 2 / Lite2 for Mac               |
| -------------- | ------------------------------------ | ------------------------------------ | ------------------------------------ | ------------------------------------ |
| キー数         | 60個                                 | 60個                                 | 69個                                 | 65個（英語配列） 68個（日本語配列）  |
| キー仕様       | 静電容量無接点                       | 静電容量無接点                       | 静電容量無接点                       | メンブレンスイッチ                   |
| 押下圧         | 45g                                  | 45g                                  | 45g                                  | 55g                                  |
| ストローク     | 3.8mm                                | 4mm                                  | 4mm                                  | 3.8mm（カーソルキーのみ2.5mm）       |
| キーピッチ     | 19.05mm                              | 19.05mm                              | 19.05mm                              | 19.05mm（カーソルキーのみ14.29mm）   |
| キーレイアウト | シリンドリカル・ステップスカルプチャ | シリンドリカル・ステップスカルプチャ | シリンドリカル・ステップスカルプチャ | シリンドリカル・ステップスカルプチャ |
| サイズ (mm)    | 294(W) x 110(D) x 39.9(H)            | 294(W) x 110(D) x 39.9(H)            | 294(W) x 110(D) x 39.9(H)            | 294(W) x 120.5(D) x 38.6(H)          |
| 重さ           | 530g                                 | 530g                                 | 520g                                 | 680g                                 |
| 接続方式       | USB                                  | USB                                  | USB                                  | USB                                  |

## 沿革
- 1996年12月20日 - PC用（PS/2端子）およびSunワークステーション（Type5端子）用の「個人用小型キーボード」として Happy Hacking Keyboard を発売。当初は全モデルがメンブレンスイッチ搭載だった。
- 1997年11月20日 - MacintoshのADB端子に対応したモデル（PD-KB02/M）発売
- 1999年10月13日 - 「高すぎて売れない」というPFUアメリカからの要望により、廉価版のHappy Hacking Keyboard Lite 発売。
- 2001年4月2日 - カーソルキーを搭載したHappy Hacking Keyboard Lite 2 発売。カーソルキーはゲームをする時のために以前から要望が多かった。
- 2001年8月8日 - Happy Hacking Keyboard Lite 2 に、USB端子に対応した2モデル追加。
- 2002年8月12日 - Happy Hacking Keyboard Lite 2 に、当時の大人気オンラインゲームである『ファイナルファンタジーXI』に公式対応した2モデル（日本語配列／黒モデル）を追加。全8モデルのラインナップが完成。当時はLite2シリーズがゲーミングキーボードとしても使えるHHKBの主力と位置付けられていた。廉価版で数を捌くことで上位版を長く売るという目的もあった。
- 2002年12月25日 - 初代Happy Hacking Keyboard Lite 販売終了
- 2003年2月7日 - Happy Hacking Keyboard Lite2用 Macキット発売
- 2003年4月24日 - 富士通高見沢（現・富士通コンポーネント）におけるキーボードの生産終了に伴い、東プレOEMの静電容量無接点方式スイッチを採用したHappy Hacking Keyboard Professional 発売。
- 2003年4月24日 - HHKB Professionalの発売を記念して、キートップに何も印字されていない「無刻印モデル」を100台限定販売。すぐに売り切れたので、7月に追加販売。「無刻印モデル」は思ったより人気が出たことから、定番ラインナップに加わる。
- 2003年9月19日 - 販売台数10万台突破
- 2004年6月10日 - Happy Hacking Keyboard Lite2 日本語配列に「かな無刻印モデル」追加。キーの「かな」の刻印を廃止すると同時に、「半角/全角」「無変換」キーなどに独自のアイコンを刻印するなど、デザインがすっきりした。
- 2004年10月1日 - 2004年度グッドデザイン賞受賞[注 4]
- 2005年2月14日 - Happy Hacking Keyboard Professional 新色追加
- 2005年12月27日 - 初代 Happy Hacking Keyboard 販売終了
- 2006年3月24日 - USB2.0対応HUB(2ポート)を追加装備したHappy Hacking Keyboard Professional 2 発売
- 2006年3月24日 - Happy Hacking Keyboard Professional 販売終了
- 2006年10月12日 - 発売10周年を記念し、Happy Hacking Keyboard Professional HGおよびHappy Hacking Keyboard Professional HG JAPAN の受注販売開始
- 2007年1月25日 - Happy Hacking Keyboard Lite2 for Mac 発売
- 2007年8月20日 - 販売台数20万台突破
- 2008年11月14日 - Happy Hacking Keyboard Professional 2の日本語配列版であるHappy Hacking Keyboard Professional JP 発売
- 2008年12月19日 - Happy Hacking Keyboard Lite2 、PS/2端子に対応した6モデルを販売終了。これで全てのモデルがUSB端子対応となった。
- 2011年6月29日 - 高速性と静音性を兼ね備えた「Type-Sスイッチ」を採用した新フラグシップモデル Happy Hacking Keyboard Professional Type-S 発売
- 2012年 3月 - Happy Hacking Keyboard Lite2 、キーに「かな」を刻印した2モデル販売終了。これで全てのモデルがかな無刻印となった。
- 2016年4月12日 - Bluetoothに対応したHappy Hacking Keyboard Professional BT 発売。ワイヤレスになった。
- 2017年11月15日 - 販売台数40万台突破
- 2019年3月 - 販売台数50万台突破を記念し、販売価格50万円の漆塗りHHKBのプレゼントキャンペーンを行う
- 2019年12月10日 - Happy Hacking Keyboard ラインナップを一新し、「Type-Sスイッチ」を採用しながらBluetoothと有線（USB Type-C）の両方に対応した新フラグシップモデル Happy Hacking Keyboard Professional HYBRID Type-S、「Type-Sスイッチ」を採用しない Happy Hacking Keyboard Professional HYBRID、有線接続のみ対応のHappy Hacking Keyboard Professional Classicの新3機種を発表。また、量販店ではなくPFUダイレクト限定販売（本店、Amazon、楽天市場店など）となった[13]。上位モデルに搭載された「キーマップ変更機能」は、元々「無刻印モデル」の登場時より要望があった。
- 2019年12月10日 - 新製品の発売に伴い、全ての旧製品（HHKB Professional BT、HHKB Professional Type-S、HHKB Professional JP、HHKB Professional 2、HHKB Lite2）の販売を在庫限りで終了。廉価版のLiteシリーズは廃止された。
- 2023年10月25日 - 「HHKB Studio」発売。